# Defekt przekształcenia liniowego
Defekt przekształcenia liniowego – w algebrze liniowej, dla danego przekształcenia liniowego
{\displaystyle T\colon V\to W}
między przestrzeniami liniowymi nad tym samym ciałem, wymiar jądra T, tj.
{\displaystyle \dim \ker T}.
Defekt przekształcenia liniowego T bywa oznaczany symbolem def T.

## Przykłady
- Defekt zerowego przekształcenia liniowego określego na n-wymiarowej przestrzeni liniowej wynosi n[2].
- Defekt przekształcenia identycznościowego na dowolnej przestrzeni liniowej wynosi 0[2].
- Niech

{\displaystyle T\colon \mathbb {R} ^{4}\to \mathbb {R} ^{4}}
będzie przekształceniem liniowym danym wzorem
{\displaystyle T(x,y,z,t)=(x+y-3z-t,3x-y-3z+4t,0,0)\quad (x,y,z,t\in \mathbb {R} ).}
Defekt przekształcenia T wynosi 2.

## Defekt a rząd przekształcenia liniowego
Twierdzenie o rzędzie orzeka, że wymiar dziedziny przekształcenia liniowego T jest równy sumie defektu T oraz rzędu T, tj.
{\displaystyle \dim V=\mathrm {def} \,T+\dim \mathrm {im} \,T,}
gdzie {\displaystyle \mathrm {im} \,T} oznacza obraz przekształcenia T.